# Topzylinder
Ein Topzylinder, auch Topdruckzylinder, ist eine Einrichtung an landwirtschaftlichen Anhängern, die dazu dient, die Traktion des Zugfahrzeuges zu verbessern.
Insbesondere an Güllefässern moderner Bauart sowie Schwerlast-Starrdeichselanhängern ist er häufig verbaut.

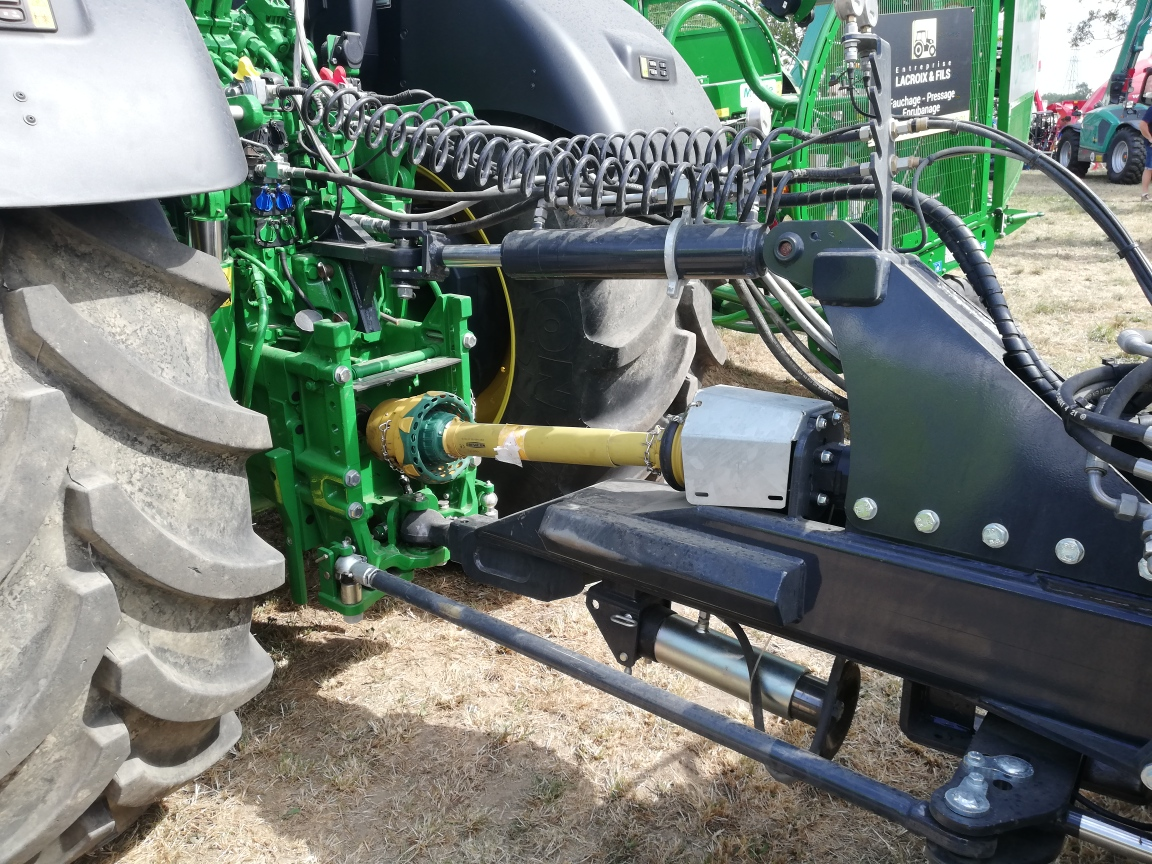
Der Topzylinder sorgt für eine Umverteilung der Stützlast über den Oberlenkerkoppelpunkt auf die Vorderachse

Gerade bei modernen Starrdeichselanhängern kommt es zu Stützlasten von bis zu 4 t auf den Traktor. Durch den Topzylinder wird etwas Last auf die Vorderachse verlagert.
Auch zur Schwingungstilgung wird ein Topzylinder eingesetzt. Bei Abrollkippern dient ein Topzylinder dazu, ein Abheben der Hinterachse des ziehenden Traktors zu verhindern, indem der Abstand zwischen Anhänger und Oberlenkerkoppelpunkt konstant gehalten wird.

## Nachteile
Vor allem bei aktivem Topzylinder und Kurvenfahrten kommt es zu einer höheren Belastung des kurvenäußeren Hinterrades und somit der Gefahr des Umkippens des Zugfahrzeuges.